# Собор Успіння Пресвятої Богородиці (Чернівці)
Собор Успіння Пресвятої Богородиці УГКЦ — перша на Буковині греко-католицька церква, головний храм  єпархії УГКЦ у Чернівцях.

## Історія

### Початки, будівництво
Перші греко-католицькі священики у Чернівцях відправляли службу Божу в римо-католицькому костелі, при вівтарі Внебовзяття Пресвятої Богородиці на початку ХІХ ст.
Коли громада католиків візантійського обряду Чернівців почала поступово збільшуватися, їм стало затісно в костелі. У 1820 році городянин Тадей Туркул подарував невеличку земельну ділянку та пожертвував власні кошти на будівництво своєї церкви для греко-католиків Чернівців.
1 травня 1820 року було освячено наріжний камінь фундаменту нової церкви. 10 червня 1821 року (у неділю Зіслання Святого Духа) новозбудована церква отримала благословення, тобто почала офіційно функціонувати. Першу назву церква отримала на честь святого апостола Тадея.
Від 1937 року храм стали називати Собором Успіння Пресвятої Богородиці. На початку 1940-х років церква вже виявилася замалою для вірян.
Відомий у Чернівцях і Буковині науковець, політичний і громадський діяч  Володимир Залозецький розробив проект добудови новішої частини храму.
Перший храм спорудили в стилі ампір. Добудовували собор у стилі українського бароко. Одна з частин старої церкви — це вигляд сучасного храму спереду.

### До більшовицької анексії
Першим парохом Собору Успіння Пресвятої Богородиці був Теодор Лаврецький — до 1835 року.
З 1835 року протягом 46 років душпастирював отець Теодор Максимович. За його служіння у Відні замовили для церкви іконостас та два бічні вівтарі.
У розписі ікон іконостасу та вівтаря брав участь відомий польський іконописець Адам Отеховський.
У тих же роках (1834) при церкві засновується перша українська громадська організація на Буковині — «Братство святого апостола Тадея», яке розгорнуло свою діяльність також і в культурно-просвітницьких справах міста. При храмі було засновано й перше жіноче товариство Буковини «Мироносиці».
Серед парафіян храму були відомі культурно-політичні діячі — професори Чернівецького університету Ігнатій Онишкевич та Степан Смаль-Стоцький, видатні буковинські письменники Юрій Федькович, Ольга Кобилянська та Ірина Вільде.
У наш час серед відомих парафіян можна побачити родину політика і державного діяча Арсенія Яценюка, заслужених артистів дуету «Писанка» Оксани Савчук та Івана Кавацюка.
У 1900 році храм відвідав митрополит УГКЦ Андрей Шептицький, 1991 року — кардинал Мирослав-Іван Любачівський, а у 2006 році — тодішній глава УГКЦ, кардинал Любомир Гузар.

### Більшовицько-радянський період
З приходом більшовицької влади у 1946 році на Буковині заборонили богослужіння в українських греко-католицьких церквах.
Собор Успіння Пресвятої Богородиці забрали в підпорядкування Православної Церкви (Московського Патріархату).
У 1961 році собор зачинили. Святиню перетворили на промисловий склад. Щоправда, парафіянам дали змогу перенести церковний іконостас (прикрасу всієї Буковини) та вівтарі Пресвятої Діви й Ісуса Христа до церкви Святого Миколая, що знаходилася поруч.

### Роки розпаду СРСР
У листопаді 1989 року ініціативний комітет отримав від Чернівецької міської ради дозвіл на проведення Богослужіння перед зачиненими дверима церкви.
Перша така служба Божа відбулася біля дверей собору 8 січня 1990 року. Її провів отець Микола (Сімкайло) з Івано-Франківська — пізніше єпископ Коломийсько-Чернівецької єпархії УГКЦ.
Завдячуючи організованим діям громади та за допомогою демократичних сил Буковини собор офіційно відкрили 6 жовтня 1991 року.
У церкві розпочалася активна реставраційно-відновлювальна робота. Після складних перемовин із братами сусіднього православного Свято-Миколаївського храму та з допомогою народного депутата України Тараса Кияка іконостас і два вівтарі повернулися до свого храму.

## Собор Успіння Пресвятої Богородиці УГКЦ в період Незалежності України
У 2006 році єпископ Микола (Сімкайло) проголосив створення Буковинського вікаріату Коломийсько-Чернівецької єпархії Української Греко-Католицької Церкви.
Сьогодні у Чернівцях є три греко-католицькі храми: собор Успіння Пресвятої Богородиці на вул. Руській, церква Різдва Пресвятої Богородиці (вул. Нікітіна, неподалік залізничного вокзалу) і церква Покрови Пресвятої Богородиці у Садгорі.
Головною церквою Коломийсько-Чернівецької єпархії Української Греко-Католицької Церкви (кафедральний собор) є новозбудована церква в м. Коломиї.
Собор Успіння Пресвятої Богородиці на вулиці Руській в Чернівцях має статус «Співкафедральної».
Парохом громади є митрофорний протопресвітер УГКЦ отець Валерій Сиротюк.
У соборі Успіння Пресвятої Богородиці знаходиться Чудотворна ікона Матері Божої Чернівецької «Надія безнадійним». Перед нею моляться в безнадійних життєвих ситуаціях, особливо безплідні жінки.
До 190-річного ювілею в церкві організували фестиваль «Обнова-фест», виставку «Сакральні мотиви» народного художника, різьбяра Ярослава Пасічанського. Провели будівельно-відновлювальні роботи: відкрили новий катехитичний клас, замінили вхідні двері, які прослужили 190 років, на нові дубові. Сучасні майстри розробили проект нового бічного іконостасу в стилі італійського бароко. За кошти церкви під керівництвом архітектора відновили чотири могили колишніх душпастирів церкви, які є пам'ятками архітектури.

## Світлини

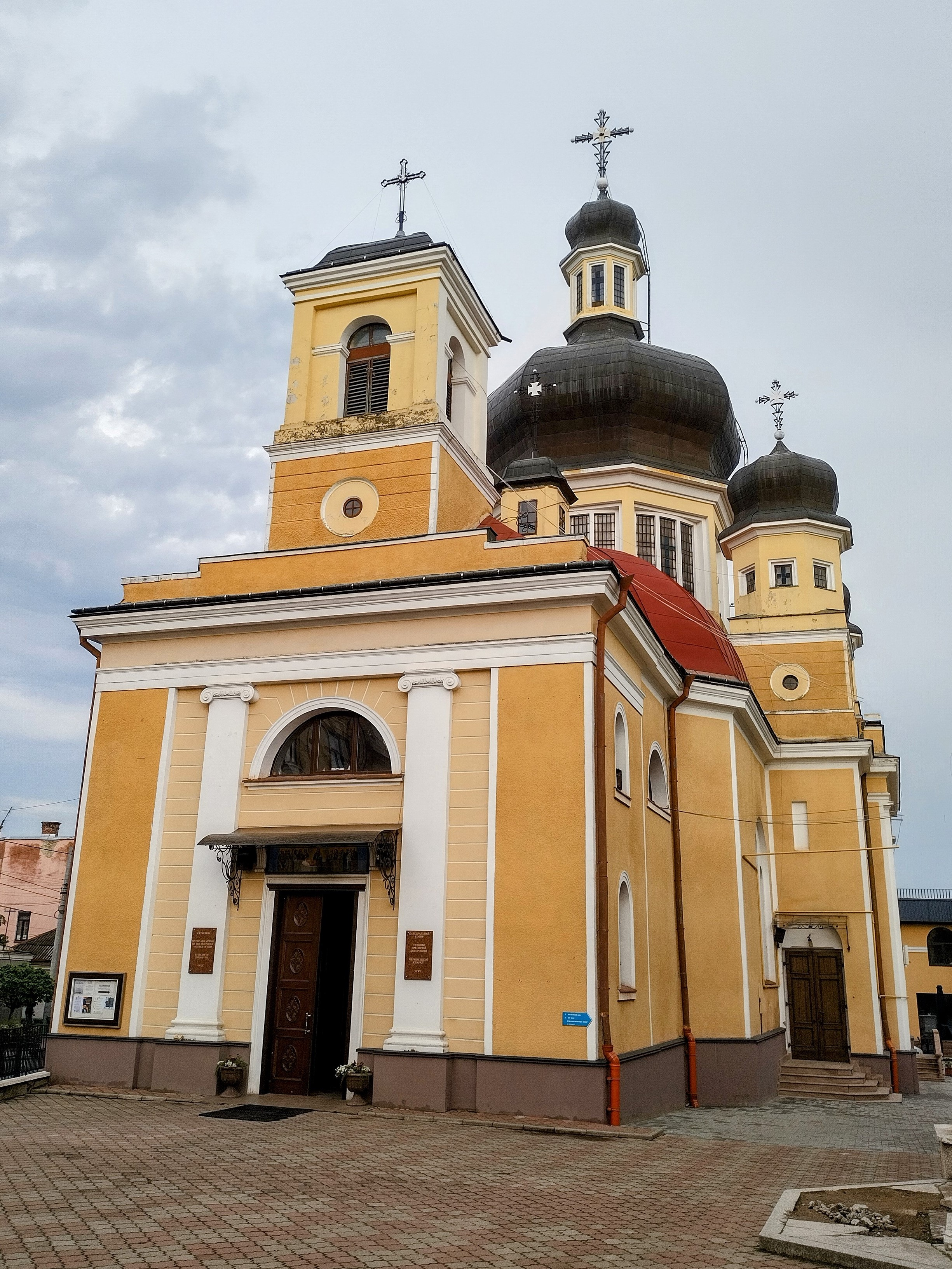
Кутовий вигляд собору
Перспектива собору з Центральної площі міста (2013)
Ікона Святого Тадея, ім'я якого храм носив протягом кількох десятиліть (до 1937 р.)
Дитячий хор супроводжує обряд вінчання (серпень 2013)